# Episodi di Dragnet (serie televisiva 1951) (quarta stagione)
La quarta stagione della serie televisiva Dragnet è andata in onda negli Stati Uniti dal 26 agosto 1954 al 26 maggio 1955 sulla NBC.
| nº | Titolo originale         | Prima TV USA      |
| -- | ------------------------ | ----------------- |
| 1  | The Big Producer         | 26 agosto 1954    |
| 2  | The Big Fraud            | 2 settembre 1954  |
| 3  | The Big Crime            | 9 settembre 1954  |
| 4  | The Big Pair             | 16 settembre 1954 |
| 5  | The Big Escape           | 23 settembre 1954 |
| 6  | The Big Kid              | 30 settembre 1954 |
| 7  | The Big Missing          | 7 ottobre 1954    |
| 8  | The Big Bar              | 14 ottobre 1954   |
| 9  | The Big Present          | 21 ottobre 1954   |
| 10 | The Big Gangster: Part 1 | 28 ottobre 1954   |
| 11 | The Big Gangster: Part 2 | 4 novembre 1954   |
| 12 | The Big New Year         | 11 novembre 1954  |
| 13 | The Big Want Ad          | 18 novembre 1954  |
| 14 | The Big Affair           | 25 novembre 1954  |
| 15 | The Big Bible            | 2 dicembre 1954   |
| 16 | The Big Bindle           | 9 dicembre 1954   |
| 17 | The Big Office           | 16 dicembre 1954  |
| 18 | The Big Rod              | 30 dicembre 1954  |
| 19 | The Big Rescue           | 6 gennaio 1955    |
| 20 | The Big Family           | 13 gennaio 1955   |
| 21 | The Big Shock            | 20 gennaio 1955   |
| 22 | The Big Screen           | 27 gennaio 1955   |
| 23 | The Big TV               | 3 febbraio 1955   |
| 24 | The Big Dog              | 10 febbraio 1955  |
| 25 | The Big Underground      | 17 febbraio 1955  |
| 26 | The Big Key              | 24 febbraio 1955  |
| 27 | The Big Mailman          | 3 marzo 1955      |
| 28 | The Big Customer         | 10 marzo 1955     |
| 29 | The Big Tar Baby         | 17 marzo 1955     |
| 30 | The Big Number           | 24 marzo 1955     |
| 31 | The Big Mask             | 31 marzo 1955     |
| 32 | The Big Sucker           | 7 aprile 1955     |
| 33 | The Big Mustache         | 14 aprile 1955    |
| 34 | The Big Heel             | 21 aprile 1955    |
| 35 | The Big Gone             | 28 aprile 1955    |
| 36 | The Big Note             | 5 maggio 1955     |
| 37 | The Big Watch            | 12 maggio 1955    |
| 38 | The Big Dig              | 19 maggio 1955    |
| 39 | The Big Mug              | 26 maggio 1955    |

## The Big Producer
- Diretto da:
- Scritto da:

### Trama
- Interpreti: Jack Webb (sergente Joe Friday), Ben Alexander (ufficiale Frank Smith), Ralph Moody (Charles Zeeman Hopkins), Martin Milner (Stephen Banner), Carolyn Jones (Laura Osborne), Helen Andrews (Policewoman Norene Statzel), George Fenneman (annunciatore in apertura), Hal Gibney (annunciatore in chiusura)

## The Big Fraud
- Diretto da:
- Scritto da:

### Trama
- Interpreti: Jack Webb (sergente Joe Friday), Ben Alexander (ufficiale Frank Smith), Harry Bartell (Martin Dietrich), Jack Kruschen (Keith Mather), Paul Richards (Gabriel Bush), Harlan Warde (Roger Silby), Bert Holland (Gerald Lang), Walter Sande (Thad Brown), Robert Emlin (Henry Alden), George Fenneman (annunciatore in apertura), Hal Gibney (annunciatore in chiusura)

## The Big Crime
- Diretto da:
- Scritto da:

### Trama
- Interpreti: Jack Webb (sergente Joe Friday), Ben Alexander (ufficiale Frank Smith), Jack Kruschen (Lester Zachary Wylie), Virginia Christine (Helen Karsten), Paul Richards (George Harris Litel Gramberg), Irene Tedrow (Bernice Hopper), Bill Brundige (ufficiale Tom Willkie), Howard Wendell (George Comanches), George Fenneman (annunciatore in apertura), Hal Gibney (annunciatore in chiusura)

## The Big Pair
- Diretto da:
- Scritto da:

### Trama
- Interpreti: Jack Webb (sergente Joe Friday), Ben Alexander (ufficiale Frank Smith), Beverly Washburn (Ruthie Snyder), Victor Rodman (John Snyder), Ken Peters (sergente Jim Austin), Lillian Powell (Agnes Merton), Howard Wendell (Ralph Grismore), Natalie Masters (Jean Dunbar), Russell Saunders (Kenneth Dunbar), Virginia Gregg (Millie (voice)), George Fenneman (annunciatore in apertura), Hal Gibney (annunciatore in chiusura)

## The Big Escape
- Diretto da:
- Scritto da:

### Trama
- Interpreti: Jack Webb (sergente Joe Friday), Ben Alexander (ufficiale Frank Smith), William Boyett (Larry Thompson), Elisabeth Fraser (Dorothy Tyler), Art Gilmore (capitano Harry Didion), Vic Perrin (dottor Hall), Emerson Treacy (George Grayson), Harlan Warde (Max Tyler), George Fenneman (annunciatore in apertura), Hal Gibney (annunciatore in chiusura)

## The Big Kid
- Diretto da:
- Scritto da:

### Trama
- Interpreti: Jack Webb (sergente Joe Friday), Robert Crosson (Angie Marcal), Natalie Masters (Peggy Herman), Jeffrey Silver (Gene Graff), Herb Vigran (Dale Eggers), Jerry Zinnamon (Sol Miller), George Fenneman (annunciatore in apertura), Hal Gibney (annunciatore in chiusura)

## The Big Missing
- Diretto da:
- Scritto da:

### Trama
- Interpreti: Jack Webb (sergente Joe Friday), Jeanne Baird, Mel Ford, Robert Knapp, Louis Nicoletti (Willard Harris), Barbara Stewart, George Fenneman (annunciatore in apertura), Hal Gibney (annunciatore in chiusura)

## The Big Bar
- Diretto da:
- Scritto da:

### Trama
- Interpreti: Jack Webb (sergente Joe Friday), Ben Alexander (ufficiale Frank Smith), Walter Sande (capitano Lohrman), Eugene Iglesias (Juan Pedillo), Harry Bartell (Off. Jack Crowley), Dennis Weaver (Russ Camp), Dee J. Thompson (Mrs. Lineberger), Natalie Masters (Doris Lanpher), George Fenneman (annunciatore in apertura), Hal Gibney (annunciatore in chiusura)

## The Big Present
- Diretto da:
- Scritto da:

### Trama
- Interpreti: Jack Webb (sergente Joe Friday), Harry Bartell (tenente Hartgrove), Sammy Ogg, Olan Soule (Ray Pinker), Dennis Weaver (tenente Dick Whitley), George Fenneman (annunciatore in apertura), Hal Gibney (annunciatore in chiusura)

## The Big Gangster: Part 1
- Diretto da:
- Scritto da:

### Trama
- Interpreti: Jack Webb (sergente Joe Friday), Tony Barrett, Jack Kruschen, Louis Nicoletti (Jerry), Vic Perrin, Walter Sande, Harlan Warde, George Fenneman (annunciatore in apertura), Hal Gibney (annunciatore in chiusura)

## The Big Gangster: Part 2
- Diretto da:
- Scritto da:

### Trama
- Interpreti: Jack Webb (sergente Joe Friday), Michael Barrett, Virginia Gregg (Audrey Thompson), Stacy Harris (Benny Davis), Burt Mustin, Vic Perrin, Walter Sande, Ray Saunders, Russell Saunders, Ben Wright, George Fenneman (annunciatore in apertura), Hal Gibney (annunciatore in chiusura)

## The Big New Year
- Diretto da:
- Scritto da:

### Trama
- Interpreti: Jack Webb (sergente Joe Friday), Ben Alexander (ufficiale Frank Smith), Clarence Cassell (ufficiale McCreadie), June Whitley Taylor (Betty Hopper), Aaron Spelling ('Bigs' Donaldson), Henry Corden (Hoyt Wembley), Willis Bouchey (Ralph Stevens), Frank Gerstle (Harry Talmadge), George Fenneman (annunciatore in apertura), Hal Gibney (annunciatore in chiusura)

## The Big Want Ad
- Diretto da:
- Scritto da:

### Trama
- Interpreti: Jack Webb (sergente Joe Friday), Helen Andrews, Virginia Gregg (Viola Palmer), Tom McKee, Harlan Warde, George Fenneman (annunciatore in apertura), Hal Gibney (annunciatore in chiusura)

## The Big Affair
- Diretto da:
- Scritto da:

### Trama
- Interpreti: Jack Webb (sergente Joe Friday), Lillian Buyeff, Dee Carroll, Jacqueline Duval, Art Gilmore (capitano Harry Didion), Howard Wendell, George Fenneman (annunciatore in apertura), Hal Gibney (annunciatore in chiusura)

## The Big Bible
- Diretto da:
- Scritto da:

### Trama
- Interpreti: Jack Webb (sergente Joe Friday), Bob North, Lillian Powell (Mrs. Jessie Gaylor), Marian Richman (Nora Hamlin), Dennis Weaver (sergente Jay Allen), George Fenneman (annunciatore in apertura), Hal Gibney (annunciatore in chiusura)

## The Big Bindle
- Diretto da:
- Scritto da:

### Trama
- Interpreti: Jack Webb (sergente Joe Friday), Tony Barrett, Richard Bartell, Sam Edwards, Bert Holland, Walter Sande, Aaron Spelling, Jeanne Tatum, George Fenneman (annunciatore in apertura), Hal Gibney (annunciatore in chiusura)

## The Big Office
- Diretto da:
- Scritto da:

### Trama
- Interpreti: Jack Webb (sergente Joe Friday), Montgomery Banta, Howard Culver, James Dobson, Natalie Masters (Edith Barson), Lillian Powell, George Selk, George Fenneman (annunciatore in apertura), Hal Gibney (annunciatore in chiusura)

## The Big Rod
- Diretto da:
- Scritto da:

### Trama
- Interpreti: Jack Webb (sergente Joe Friday), Ben Alexander (ufficiale Frank Smith), Diane Jergens (Miriam Hunter), Jimmy Ogg (Al Doolin), Michael Ansara (Carl Chapman), Jan Merlin (Gregory Moore), Nesdon Booth (Sam), Vic Perrin (dottor Hall), James Stone (Charles), George Fenneman (annunciatore in apertura), Hal Gibney (annunciatore in chiusura)

## The Big Rescue
- Diretto da:
- Scritto da:

### Trama
- Interpreti: Jack Webb (sergente Joe Friday), Corey Allen, Robert Crosson, Ben Morris, Lee Roberts, Ramsay Williams, George Fenneman (annunciatore in apertura), Hal Gibney (annunciatore in chiusura)

## The Big Family
- Diretto da:
- Scritto da:

### Trama
- Interpreti: Jack Webb (sergente Joe Friday), Ben Alexander (ufficiale Frank Smith #2), Herbert Butterfield (John Jarrett), Robert Knapp (Keith Jarrett), Sarah Selby (Alva Jarrett), J.P. O'Donnell (Evelyn Jarrett), Frank O'Connor (Lawyer), Howard Price (ufficiale Jim Hunt), George Fenneman (annunciatore in apertura), Hal Gibney (annunciatore in chiusura)

## The Big Shock
- Diretto da:
- Scritto da:

### Trama
- Interpreti: Jack Webb (sergente Joe Friday), Malcolm Atterbury, Michael Ann Barrett, Olan Soule (Ray Pinker), Than Wyenn, George Fenneman (annunciatore in apertura), Hal Gibney (annunciatore in chiusura)

## The Big Screen
- Diretto da:
- Scritto da:

### Trama
- Interpreti: Jack Webb (sergente Joe Friday), James Anderson, Harry Bartell (sergente John DiBetta), Willis Bouchey, Dennis Weaver (Dave Rotbart), George Fenneman (annunciatore in apertura), Hal Gibney (annunciatore in chiusura)

## The Big TV
- Diretto da:
- Scritto da:

### Trama
- Interpreti: Jack Webb (sergente Joe Friday), Ben Alexander (ufficiale Frank Smith), Jean Howell (Pauline Lavin), Amzie Strickland (Barbara Fleischer), Ralph Montgomery (Ernest Laznik), Doris Kemper (Gladys Shipley), George Fenneman (annunciatore in apertura), Hal Gibney (annunciatore in chiusura)

## The Big Dog
- Diretto da:
- Scritto da:

### Trama
- Interpreti: Jack Webb (sergente Joe Friday), Dorothy Adams, Glenn Corbett, Ralph Moody, Victor Rodman, George Fenneman (annunciatore in apertura), Hal Gibney (annunciatore in chiusura)

## The Big Underground
- Diretto da:
- Scritto da:

### Trama
- Interpreti: Jack Webb (sergente Joe Friday), Tom Daly, Pamela Duncan, Peggy King, Paul Richards, Amzie Strickland, Irene Tedrow, George Fenneman (annunciatore in apertura), Hal Gibney (annunciatore in chiusura)

## The Big Key
- Diretto da:
- Scritto da:

### Trama
- Interpreti: Jack Webb (sergente Joe Friday), William Boyett, Virginia Gregg ((voice)), Jean Howell, Martin Milner, Vic Perrin, Victor Rodman, Walter Sande, Jack Williams, George Fenneman (annunciatore in apertura), Hal Gibney (annunciatore in chiusura)

## The Big Mailman
- Diretto da:
- Scritto da:

### Trama
- Interpreti: Jack Webb (sergente Joe Friday), Richard Grant, Jack Haddock, David Holt, Douglas Kennedy, Walter Sande, George Fenneman (annunciatore in apertura), Hal Gibney (annunciatore in chiusura)

## The Big Customer
- Diretto da:
- Scritto da:

### Trama
- Interpreti: Jack Webb (sergente Joe Friday), Montgomery Banta, Sally Corner, Larry Gelbman, Frank Gerstle, Alan Reynolds, George Fenneman (annunciatore in apertura), Hal Gibney (annunciatore in chiusura)

## The Big Tar Baby
- Diretto da:
- Scritto da:

### Trama
- Interpreti: Jack Webb (sergente Joe Friday), Nesdon Booth, Henry Corden, Howard Culver, Roy Darmour (Uniformed Officer), Georgia Ellis, Louise Lorimer, George Fenneman (annunciatore in apertura), Hal Gibney (annunciatore in chiusura)

## The Big Number
- Diretto da:
- Scritto da:

### Trama
- Interpreti: Jack Webb (sergente Joe Friday), Ben Alexander (ufficiale Frank Smith), Douglas Kennedy (agente Tom Ashford), Dorothy Adams (Mabel Hartford), Ben Morris (Leon Gibson), Jonathan Hole (Clifton Allen), Simon Scott (Anthony Field), George Fenneman (annunciatore in apertura), Hal Gibney (annunciatore in chiusura)

## The Big Mask
- Diretto da:
- Scritto da: Jack Webb

### Trama
- Interpreti: Jack Webb (sergente Joe Friday), Howard Culver, Sheridan F. Hall Jr., Alan Harris, Bob Herron, Bert Holland, Max Palmer, Walter Sande, Herb Vigran (Leonard Clark), George Fenneman (annunciatore in apertura), Hal Gibney (annunciatore in chiusura)

## The Big Sucker
- Diretto da:
- Scritto da:

### Trama
- Interpreti: Jack Webb (sergente Joe Friday), Frank Gerstle, Art Gilmore (capitano Harry Didion), Louise Lorimer, Rankin Mansfield, Frank Marlowe, George Selk, George Fenneman (annunciatore in apertura), Hal Gibney (annunciatore in chiusura)

## The Big Mustache
- Diretto da:
- Scritto da:

### Trama
- Interpreti: Jack Webb (sergente Joe Friday), Howard Culver, Tom Daly, Barbara Eiler, Georgia Ellis, George Fenneman (annunciatore in apertura), Hal Gibney (annunciatore in chiusura)

## The Big Heel
- Diretto da:
- Scritto da:

### Trama
- Interpreti: Jack Webb (sergente Joe Friday), Douglas Evans, Jimmy Ogg, Olan Soule (Ray Pinker), James Stone, George Fenneman (annunciatore in apertura), Hal Gibney (annunciatore in chiusura)

## The Big Gone
- Diretto da:
- Scritto da:

### Trama
- Interpreti: Jack Webb (sergente Joe Friday), Ted Bliss, James Griffith, Kenneth Harp, Arlene Harris, George Fenneman (annunciatore in apertura), Hal Gibney (annunciatore in chiusura)

## The Big Note
- Diretto da:
- Scritto da:

### Trama
- Interpreti: Jack Webb (sergente Joe Friday), Malcolm Atterbury, Larry Hudson, Carolyn Jones, Martin Milner, Allene Roberts, George Fenneman (annunciatore in apertura), Hal Gibney (annunciatore in chiusura)

## The Big Watch
- Diretto da:
- Scritto da:

### Trama
- Interpreti: Jack Webb (sergente Joe Friday), Henry Corden, Guy Hamilton, David Holt, Rhoda Williams, John Zaremba, George Fenneman (annunciatore in apertura), Hal Gibney (annunciatore in chiusura)

## The Big Dig
- Diretto da:
- Scritto da:

### Trama
- Interpreti: Jack Webb (sergente Joe Friday), Bob Canto, Barbara Eiler, Mel Ford, Jack Haddock, Mort Marshall, George Fenneman (annunciatore in apertura), Hal Gibney (annunciatore in chiusura)

## The Big Mug
- Diretto da:
- Scritto da:

### Trama
- Interpreti: Jack Webb (sergente Joe Friday), Tony Barrett, Harry Bartell (sergente Jim Austin), Dan Barton, Harry Hines, Frank Marlowe, William Page, William Vaughan, David Wolfson, George Fenneman (annunciatore in apertura), Hal Gibney (annunciatore in chiusura)